# Mihály Szilágyi
Michal Szilágyi (maďarsky Mihály Szilágyi / "Miháj Siláďi", * kolem roku 1400 – 1460, Cařihrad) byl uherský šlechtic, bán chorvatský, slavonský a dalmatský a v letech 1458 až 1459 regent Uherského království.

## Život
Přes svou sestru Alžbětu (Erzsébet) byl Michal Szilágyi sešvagřen s Janem Hunyadim. Roku 1456 úspěšně ubránil obležený Bělehrad. Po popravě následníka uherského trůnu Ladislava Hunyadiho prosadil Szilágyi na trůn Matyáše Korvína a byl mladým Matyášem v lednu 1458 jmenován regentem na pět let. Regentství ovšem bylo poznamenáno spory o moc s mladým králem a Szilágyi se funkce vzdal již v srpnu 1459.
Roku 1460 táhl Michal Szilágyi se svým vojskem na pomoc Vladu III. Draculovi proti sultánu Mehmedovi II., byl však při průchodu Bulharska Turky zajat. Byl i se svými muži mučen, přesto odmítl zradit, proto byl v Cařihradu popraven rozčtvrcením.